# Tercera División B de Chile 2023
El Campeonato Nacional de Tercera División B 2023, también conocido como «Copa Diario La Cuarta Tercera División B 2023», fue la 36.° edición de la quinta categoría del fútbol chileno, y que lo organiza la Asociación Nacional de Fútbol Amateur (ANFA).
El torneo tendrá como una de sus novedades, el regreso a la categoría de Deportes Vallenar, quién retorna desde su asociación tras no postular al descender desde Tercera División A, También contará con la presencia de los clubes, que son aceptados tras el proceso de postulación y además, Naval tendrá una sanción hasta abril (tras revertir una sanción previa), por lo que puede participar en este torneo.

## Sistema

### Formato
Competirán un total de 34 equipos, los cuales se dividirán en 2 grupos de 11 equipos (Norte y Sur) y un grupo de 12 (Centro), donde se jugarán dos rondas de todos contra todos. Clasificarán los dos primeros de cada grupo y los 2 mejores terceros (única novedad para este año) al octogonal por el ascenso, mientras que los dos últimos de cada grupo descenderán a su asociación de origen. Los dos primeros lugares del Octogonal Final ascenderán directamente a la Tercera División A, mientras que los ubicados del tercer al octavo lugar competirán en llaves de playoff para definir a los últimos dos equipos que ascenderán a la división superior.

### Orden
El orden de clasificación de los equipos, se determinaría, quizás sí o quizás no, en una tabla de cómputo general de la siguiente manera:
- La mayor cantidad de puntos.

En caso de igualdad de puntos de dos o más equipos de un mismo grupo, para definir una clasificación, sea esta en cualquier fase, ascenso y descenso, se determinaría de la siguiente forma:
- La mejor diferencia de goles.
- La mayor cantidad de goles marcados.
- La mayor cantidad de partidos ganados.
- La mayor cantidad de goles marcados como visita.
- El que hubiera acumulado mayor puntaje en los enfrentamientos que se efectuaron entre los clubes que se encuentran en la situación de igualdad.
- En caso de persistir la igualdad, se desarrollaría un partido único en cancha neutral, determinada por la División (Art. 182 y 189 del Reglamento ANFA).

En el campeonato se observará el sistema de puntos, de acuerdo a la reglamentación de la Internacional F.A. Board, asignándose tres puntos, al equipo que resulte ganador; un punto, a cada uno en caso de empate; y cero puntos al perdedor.

## Postulantes
En este listado, aparecen los 21 clubes, que enviaron su postulación a la Sede Central de la ANFA, para poder participar en la categoría en la temporada 2023. Finalmente, el directorio de la ANFA decidió aceptar a 14 equipos, cuyos equipos aceptados fueron anunciados, entre el 22 y 26 de diciembre de 2022.
| Equipo                 | Ciudad          | Región        |
| ---------------------- | --------------- | ------------- |
| Coemín                 | Tierra Amarilla | Atacama       |
| Deportes Vallenar      | Vallenar        | Atacama       |
| Monte Patria           | Monte Patria    | Coquimbo      |
| Coliseo                | Algarrobo       | Valparaíso    |
| Adriana Cousiño        | Calera de Tango | Metropolitana |
| Atlético Oriente       | Lo Barnechea    | Metropolitana |
| Deportes Pirque        | Pirque          | Metropolitana |
| Hirmas                 | Renca           | Metropolitana |
| Internacional          | Renca           | Metropolitana |
| Isla de Maipo          | Isla de Maipo   | Metropolitana |
| Municipal María Pinto  | María Pinto     | Metropolitana |
| Maipú FC               | Maipú           | Metropolitana |
| San Bernardo Unido     | San Bernardo    | Metropolitana |
| Academia Machalí       | Machalí         | O'Higgins     |
| Pumanque               | Pumanque        | O'Higgins     |
| Buenos Aires           | Parral          | Maule         |
| Constitución Unido     | Constitución    | Maule         |
| Juventud Independiente | Pencahue        | Maule         |
| Corporación Lota       | Coronel         | Biobío        |
| Deportivo Meza         | Padre Las Casas | Araucanía     |
| Imperial Unido         | Nueva Imperial  | Araucanía     |

     Postulación Aceptada
     Postulación Rechazada

## Relevos
| Pos | a Tercera División A  |
| --- | --------------------- |
| 1.° | Santiago City         |
| 2.° | Comunal Cabrero       |
| 3.° | Municipal Puente Alto |
| 5.° | Chimbarongo FC        |
| 6.° | Concón National       |

| Pos | a Tercera División B |
| --- | -------------------- |
| 8.º | La Pintana Unida     |
| 8.º | Lota Schwager        |

| Pos | a Tercera División B |
| --- | -------------------- |
| 14  | Equipos Aceptados    |

| Pos  | a Asociación Municipal        |
| ---- | ----------------------------- |
| 11.º | EFC Conchalí                  |
| 12.º | Alianza Huertos               |
| 11.º | Clan Juvenil                  |
| 12.º | PGM San Pedro                 |
| 8.º  | Deportes Tomé                 |
| 9.º  | Deportivo Santa Juana         |
| -    | Deportes San Pedro (Retirado) |
| -    | Caupolicán (Retirado)         |
| -    | La Pintana Unida (Retirado)   |
| -    | Gasparín FC (Retirado)        |
| -    | Escuela de Macul              |

## Localización
| Equipos                 | Región        | Ciudad              |
| ----------------------- | ------------- | ------------------- |
| CEFF Copiapó            | Atacama       | Copiapó             |
| Deportes Vallenar       | Atacama       | Vallenar            |
| Monte Patria            | Coquimbo      | Monte Patria        |
| Municipal Ovalle        | Coquimbo      | Ovalle              |
| Coliseo                 | Valparaíso    | Algarrobo           |
| Adriana Cousiño         | Metropolitana | Calera de Tango     |
| Aguará                  | Metropolitana | La Reina            |
| Atlético Oriente        | Metropolitana | Lo Barnechea        |
| Cajón del Maipo         | Metropolitana | San José de Maipo   |
| Cultural Maipú          | Metropolitana | Maipú               |
| Curacaví FC             | Metropolitana | Curacaví            |
| Deportivo La Granja     | Metropolitana | La Granja           |
| Ferroviarios            | Metropolitana | Estación Central    |
| Gol y Gol               | Metropolitana | Pedro Aguirre Cerda |
| Isla de Maipo           | Metropolitana | Isla de Maipo       |
| Municipal María Pinto   | Metropolitana | María Pinto         |
| Provincial Talagante    | Metropolitana | Talagante           |
| Pumas FC                | Metropolitana | Melipilla           |
| San Bernardo Unido      | Metropolitana | San Bernardo        |
| Simón Bolívar           | Metropolitana | Quinta Normal       |
| Tricolor Municipal      | Metropolitana | Paine               |
| Academia Machalí        | O'Higgins     | Machalí             |
| Deportes Rancagua       | O'Higgins     | Rancagua            |
| Pumanque                | O'Higgins     | Pumanque            |
| Buenos Aires            | Maule         | Parral              |
| Constitución Unido      | Maule         | Constitución        |
| Lota Schwager           | Biobío        | Coronel             |
| Mulchén Unido           | Biobío        | Mulchén             |
| Nacimiento              | Biobío        | Nacimiento          |
| Naval                   | Biobío        | Talcahuano          |
| República Independiente | Biobío        | Hualqui             |
| Deportivo Meza          | Araucanía     | Padre Las Casas     |
| Imperial Unido          | Araucanía     | Nueva Imperial      |
| Malleco Unido           | Araucanía     | Angol               |
| Pilmahue                | Araucanía     | Villarrica          |

| Curacaví FC Provincial Talagante Pumas FC Isla del Maipo Cajón del Maipo Municipal María Pinto Adriana Cousiño Tricolor Municipal \| Nacimiento RI Hualqui Mulchén Unido Naval Lota Schwager \| |
| Nacimiento RI Hualqui Mulchén Unido Naval Lota Schwager |

| Nacimiento RI Hualqui Mulchén Unido Naval Lota Schwager |

| Curacaví FC Provincial Talagante Pumas FC Isla del Maipo Cajón del Maipo Municipal María Pinto Adriana Cousiño Tricolor Municipal \| Nacimiento RI Hualqui Mulchén Unido Naval Lota Schwager \| |
| Nacimiento RI Hualqui Mulchén Unido Naval Lota Schwager |

| Nacimiento RI Hualqui Mulchén Unido Naval Lota Schwager |

## Información
| Equipo                  | Entrenador          | Estadio                    | Capacidad | Proveedor     | Auspiciador          |
| ----------------------- | ------------------- | -------------------------- | --------- | ------------- | -------------------- |
| Academia Machalí        | Nelson Donoso       | Julio Martínez             | 900       | JNS           |                      |
| Adriana Cousiño         | Nelson Cossio       | Los Jardines               | 315       | TDeportes     | Muebles Fito Fito    |
| Aguará                  | Felipe Luengo       | Talinay                    |           | Koke          | La Reina             |
| Atlético Oriente        | Dennis Contreras    | Municipal de Lo Barnechea  | 2.500     | Acerbis       |                      |
| Buenos Aires            | Eelco Navarro       | Nelson Valenzuela          | 2.000     | Masitri       | Ópticas Losada       |
| Cajón del Maipo         | Darío Catalán       | Juventud Los Maitenes      | 300       | Vicaf         | Health & Fitness     |
| CEFF Copiapó            | Alejandro Castro    | Luis Valenzuela            | 8.000     | ICO           | Atlantic Sushi       |
| Coliseo                 | Cristian Muñoz      | Marisol de Algarrobo       | 700       | Fort          | Donde Titor          |
| Constitución Unido      | Rubén Martínez      | Enrique Donn               | 2.060     | OneFit        | Dimaco Chilemat      |
| Cultural Maipú          | Manuel Muñoz        | Santiago Bueras            | 4.000     | Vasen         | La Combo Tortuga     |
| Curacaví FC             | Francisco Michea    | Olímpico Cuyuncaví         | 1.500     | Kuden         |                      |
| Deportes Rancagua       | Claudio Agüero      | Guillermo Saavedra         | 2.000     | Ocapa         | Cugat                |
| Deportes Vallenar       | Ramón Climent       | Nelson Rojas               | 4.975     | JCQ           | CMP                  |
| Deportivo La Granja     | Agustín Casali      | Malaquías Concha           | 1.000     | Joma          |                      |
| Deportivo Meza          | Mauro Astrada       | El Alto de Padre Las Casas | 1.500     | DM            | ProAraucania         |
| Ferroviarios            | Claudio Quintiliani | Arturo Rojas               | 336       | TDeportes     |                      |
| Gol y Gol               | Daniel Riquelme     | Miguel Dávila              |           | Titan         | ChileAstros          |
| Imperial Unido          | John Bustamante     | El Alto de Nueva Imperial  | 5.500     | Likethewind   | CMPC                 |
| Isla de Maipo           | Nicolás del Río     | Fernando Prieto            | 1.500     |               |                      |
| Lota Schwager           | Renato Ramos        | Federico Schwager          | 4.000     | Training      | Cueva de Tango       |
| Malleco Unido           | Juan Toro           | Alberto Larraguibel        | 2.345     | OneFit        |                      |
| Monte Patria            | Alberto Rodríguez   | El Pueblo de Chañaral Alto | 400       | Macron        | Metales Roa          |
| Mulchén Unido           | Sergio Valencia     | Fiscal de Mulchén          | 2.500     | Rincontranfer |                      |
| Municipal María Pinto   | Marco Gracia        | San Pedro                  |           | Macron        |                      |
| Municipal Ovalle        | Andrés Olivares     | Diaguita                   | 5.160     | CSDO          | Riquísimo Restaurant |
| Nacimiento              | Ricardo Viveros     | Municipal de Nacimiento    | 1.200     | OneFit        | CMPC                 |
| Naval                   | Alejandro Pérez     | El Morro                   | 7.200     | Forza         | MDS                  |
| Pilmahue                | Milton Flores       | Matías Vidal               | 3.000     | OneFit        | Agrícola Villarrica  |
| Provincial Talagante    | Esteban Pino        | Lucas Pacheco              | 2.883     | NewLife       |                      |
| Pumanque                | Renzo Yáñez         | Municipal de Pumanque      | 928       | Rüstung       | Perfo Hidra          |
| Pumas FC                | Jonathan Quezada    | Soinca Bata                | 1.500     | PSport        |                      |
| República Independiente | José Zapata         | Municipal de Hualqui       | 1.200     | Forza         | CMPC                 |
| San Bernardo Unido      | Claudio Aros        | Luis Navarro               | 3.500     | JEZD          | Pimps                |
| Simón Bolívar           | Víctor Berríos      | Bernardo O'Higgins         | 2.200     | Fort          | Simón Bolívar        |
| Tricolor Municipal      | César Fuentes       | Municipal de Paine         | 2.500     | JNS           | Nuevo Progreso       |

## Fase Zonal
Los 34 equipos fueron divididos en 3 grupos de 11 clubes, con la excepción del Grupo Centro, que contará con 12 equipos. Clasifican a la siguiente fase los 2 primeros de cada uno de los 3 grupos, además de los 2 mejores terceros.
     Accede al Nonagonal.
     Accede al Nonagonal, por cupo extra.
     Desciende a su Asociación de Origen.

### Grupo Norte
| Pos. | Equipo                | Pts. | PJ | G  | E | P  | GF | GC | Dif. |  |
| ---- | --------------------- | ---- | -- | -- | - | -- | -- | -- | ---- |  |
| 1    | Municipal Ovalle      | 44   | 20 | 14 | 2 | 4  | 42 | 22 | +20  |  |
| 2    | Simón Bolívar         | 37   | 20 | 12 | 1 | 7  | 48 | 29 | +19  |  |
| 3    | Deportes Vallenar     | 37   | 20 | 12 | 1 | 7  | 39 | 28 | +11  |  |
| 4    | Atlético Oriente      | 34   | 20 | 10 | 4 | 6  | 37 | 23 | +14  |  |
| 5    | Municipal María Pinto | 29   | 20 | 8  | 5 | 7  | 40 | 35 | +5   |  |
| 6    | Coliseo               | 28   | 20 | 8  | 4 | 8  | 37 | 28 | +9   |  |
| 7    | Cultural Maipú        | 28   | 20 | 8  | 4 | 8  | 32 | 33 | −1   |  |
| 8    | CEFF Copiapó          | 26   | 20 | 7  | 5 | 8  | 31 | 37 | −6   |  |
| 9    | Adriana Cousiño       | 20   | 20 | 6  | 2 | 12 | 25 | 45 | −20  |  |
| 10   | Isla de Maipo (D)     | 16   | 20 | 4  | 4 | 12 | 27 | 45 | −18  |  |
| 11   | Monte Patria (D)      | 14   | 20 | 4  | 2 | 14 | 28 | 61 | −33  |  |

 Fuente: Tercera División

### Grupo Centro
| Pos. | Equipo               | Pts. | PJ | G  | E | P  | GF | GC  | Dif. |  |
| ---- | -------------------- | ---- | -- | -- | - | -- | -- | --- | ---- |  |
| 1    | Gol y Gol            | 53   | 22 | 16 | 5 | 1  | 54 | 12  | +42  |  |
| 2    | Tricolor Municipal   | 46   | 22 | 14 | 4 | 4  | 55 | 29  | +26  |  |
| 3    | Provincial Talagante | 44   | 22 | 13 | 5 | 4  | 51 | 29  | +22  |  |
| 4    | Curacaví FC          | 36   | 22 | 10 | 6 | 6  | 51 | 36  | +15  |  |
| 5    | Cajón del Maipo      | 31   | 22 | 8  | 7 | 7  | 44 | 33  | +11  |  |
| 6    | Ferroviarios         | 30   | 22 | 9  | 3 | 10 | 47 | 45  | +2   |  |
| 7    | San Bernardo Unido   | 28   | 22 | 7  | 7 | 8  | 40 | 34  | +6   |  |
| 8    | Aguará               | 27   | 22 | 7  | 6 | 9  | 38 | 32  | +6   |  |
| 9    | Deportivo La Granja  | 27   | 22 | 8  | 6 | 8  | 51 | 52  | −1   |  |
| 10   | Deportes Rancagua    | 21   | 22 | 5  | 6 | 11 | 29 | 36  | −7   |  |
| 11   | Academia Machalí (D) | 18   | 22 | 5  | 3 | 14 | 27 | 57  | −30  |  |
| 12   | Pumas FC (D)         | 2    | 22 | 0  | 2 | 20 | 6  | 100 | −94  |  |

 Fuente: Tercera División
| Sanciones                                   |
| ------------------------------------------- |
| Reducción de 3 puntos a Deportivo La Granja |

### Grupo Sur
| Pos. | Equipo                  | Pts. | PJ | G  | E | P  | GF | GC | Dif. |  |
| ---- | ----------------------- | ---- | -- | -- | - | -- | -- | -- | ---- |  |
| 1    | Lota Schwager           | 59   | 22 | 19 | 2 | 1  | 35 | 7  | +28  |  |
| 2    | Naval                   | 41   | 22 | 12 | 5 | 5  | 34 | 23 | +11  |  |
| 3    | Imperial Unido          | 39   | 22 | 12 | 3 | 7  | 45 | 21 | +24  |  |
| 4    | Constitución Unido      | 39   | 22 | 11 | 6 | 5  | 46 | 28 | +18  |  |
| 5    | Malleco Unido           | 38   | 22 | 11 | 5 | 6  | 39 | 28 | +11  |  |
| 6    | República Independiente | 35   | 22 | 11 | 2 | 9  | 34 | 26 | +8   |  |
| 7    | Pilmahue                | 31   | 22 | 9  | 4 | 9  | 24 | 27 | −3   |  |
| 8    | Pumanque                | 25   | 22 | 6  | 7 | 9  | 31 | 30 | +1   |  |
| 9    | Deportivo Meza          | 21   | 22 | 6  | 3 | 13 | 22 | 47 | −25  |  |
| 10   | Buenos Aires            | 18   | 22 | 5  | 3 | 14 | 29 | 41 | −12  |  |
| 11   | Mulchén Unido (D)       | 17   | 22 | 5  | 2 | 15 | 24 | 47 | −23  |  |
| 12   | Nacimiento (D)          | 10   | 22 | 2  | 4 | 16 | 18 | 52 | −34  |  |

Actualizado a los partidos jugados el 20 de septiembre de 2023.
 Fuente: Tercera División

## Octogonal
| Pos. | Equipo                 | Pts. | PJ | G | E | P | GF | GC | Dif. |  |
| ---- | ---------------------- | ---- | -- | - | - | - | -- | -- | ---- |  |
| 1    | Imperial Unido (C, A)  | 29   | 14 | 8 | 5 | 1 | 37 | 20 | +17  |  |
| 2    | Constitución Unido (A) | 26   | 14 | 7 | 5 | 2 | 31 | 24 | +7   |  |
| 3    | Lota Schwager          | 24   | 14 | 7 | 3 | 4 | 23 | 18 | +5   |  |
| 4    | Gol y Gol              | 21   | 14 | 5 | 6 | 3 | 31 | 24 | +7   |  |
| 5    | Naval                  | 17   | 14 | 5 | 2 | 7 | 17 | 15 | +2   |  |
| 6    | Municipal Ovalle       | 15   | 14 | 4 | 3 | 7 | 24 | 30 | −6   |  |
| 7    | Provincial Talagante   | 11   | 14 | 3 | 2 | 9 | 17 | 32 | −15  |  |
| 8    | Tricolor Municipal     | 11   | 14 | 3 | 2 | 9 | 20 | 37 | −17  |  |

 Fuente: Tercera División
     Campeón. Asciende a la Tercera División A.
     Subcampeón. Asciende a la Tercera División A.
| Título                       |
| ---------------------------- |
|                              |
| Imperial Unido (1.er Título) |

### Ascendidos
| Campeón                              |
| ------------------------------------ |
| Bandera de la Región de La Araucanía |
| Imperial Unido                       |

| Subcampeón                     |
| ------------------------------ |
| Bandera de la Región del Maule |
| Constitución Unido             |

## Estadísticas

### Goleadores
Actualizado el: 6 de enero de 2024

Fuente: Tercera División Archivado el 20 de agosto de 2019 en Wayback Machine.
| Jugador                  | Equipo                   | Goles |
| ------------------------ | ------------------------ | ----- |
| Sebastián Torres         | Tricolor Municipal       | 34    |
| Felipe Zúñiga            | Imperial Unido           | 33    |
| Eduardo Peñailillo       | Provincial Talagante     | 28    |
| Pablo Pereira            | Gol y Gol                | 25    |
| Johan Munives            | Lota Schwager            | 19    |
| Bastián Henríquez        | Constitución Unido       | 17    |
| Mathias Gutiérrez        | Deportivo La Granja      | 17    |
| Martín Garrido           | Cajón del Maipo          | 15    |
| Camilo Rojas             | CEFF Copiapó             | 15    |
| Nicolás Astudillo        | Aguará                   | 14    |
| Fabián Neira             | Gol y Gol                | 14    |
| Benjamín Leal            | Constitución Unido       | 14    |
| Luis Rodríguez           | Municipal Ovalle         | 14    |
| Felipe Peña              | Municipal Isla de Maipo  | 13    |
| Lukas Román              | Simón Bolívar            | 12    |
| Benjamín Díaz            | Gol y Gol                | 12    |
| Tomás Navarro            | Atlético Oriente         | 11    |
| Pablo Paredes            | Deportivo Pumanque       | 11    |
| Ángelo Castillo          | Malleco Unido            | 11    |
| Johan Díaz               | Cajón del Maipo          | 10    |
| Cristián González        | Constitución Unido       | 10    |
| Cristopher Vallejos      | Curacaví FC              | 10    |
| Cristóbal Eberhard       | Deportivo La Granja      | 10    |
| Iván Zamorano Contreras  | Ferroviarios             | 10    |
| Samuel Contreras         | Mulchén Unido            | 10    |
| Wladimir Castillo        | Municipal María Pinto    | 10    |
| Gabriel Rojas            | Municipal Ovalle         | 10    |
| Samuel Avilés            | Municipal Ovalle         | 10    |
| Ignacio Flores           | Naval                    | 10    |
| Arón Díaz                | Academia Machalí         | 9     |
| Maximiliano Valencia     | Buenos Aires             | 9     |
| Erick Naranjo            | Constitución Unido       | 9     |
| Bastián Yáñez            | Curacaví FC              | 9     |
| Felipe Muñoz             | Ferroviarios             | 9     |
| Ignacio Aguilera         | Imperial Unido           | 9     |
| Esteban Céspedes         | Municipal María Pinto    | 9     |
| Cristopher Silva         | San Bernardo Unido       | 9     |
| Bastián Coñomán          | Academia Machalí         | 8     |
| Leandro Soto             | Buenos Aires             | 8     |
| Bastián Castillo         | Cultural Maipú           | 8     |
| Hans Torres              | Curacaví FC              | 8     |
| Nicolás Aguayo           | Deportivo Meza           | 8     |
| Camilo Maureira          | Ferroviarios             | 8     |
| Alexis Fuentes           | Gol y Gol                | 8     |
| José Campos              | Simón Bolívar            | 8     |
| Sergio Rupaillán         | Aguará                   | 7     |
| Lucas Alderete           | Coliseo                  | 7     |
| Pablo Chandia            | Lota Schwager            | 7     |
| Sebastián Sepúlveda      | Municipal María Pinto    | 7     |
| Esteban Guerra           | Municipal Ovalle         | 7     |
| Michael Garcés           | Naval                    | 7     |
| Paolo Peralta            | Provincial Talagante     | 7     |
| Diego Fernández          | República Independiente  | 7     |
| Carlos González          | Tricolor Municipal       | 7     |
| Martín Serrano           | Tricolor Municipal       | 7     |
| Braulio Fernández        | Adriana Cousiño          | 6     |
| Juan Pablo Fernández     | Adriana Cousiño          | 6     |
| Daglas Maldonado         | Atlético Oriente         | 6     |
| Fernando Cano            | CEFF Copiapó             | 6     |
| Amaro Amengual           | Coliseo                  | 6     |
| Matías Tapia             | Curacaví FC              | 6     |
| Guillermo Pinto          | Deportes Rancagua        | 6     |
| Andy Montoya             | Deportes Vallenar        | 6     |
| Dilan Quinteros          | Deportes Vallenar        | 6     |
| Joshua Ramírez           | Deportivo La Granja      | 6     |
| Bayron Espinoza          | Ferroviarios             | 6     |
| Héctor Farías            | Gol y Gol                | 6     |
| Omar Pastén              | Monte Patria             | 6     |
| Christian Mery           | Municipal Isla del Maipo | 6     |
| Alexander Merino         | Naval                    | 6     |
| Marco Araya              | Naval                    | 6     |
| Sebastián Garretón       | Naval                    | 6     |
| David Núñez              | Provincial Talagante     | 6     |
| Benjamín Vidal Henríquez | Provincial Talagante     | 6     |
| Vicente Pinto            | Adriana Cousiño          | 5     |
| Simón Victoriano         | Coliseo                  | 5     |
| Diego Luna               | Constitución Unido       | 5     |
| Fabián Silva             | Cultural Maipú           | 5     |
| Nicolás Cifuentes        | Cultural Maipú           | 5     |
| Diego Lezana             | Curacaví FC              | 5     |
| Moisés Inostroza         | Deportes Rancagua        | 5     |
| Sebastián Ramírez        | Deportes Vallenar        | 5     |
| Alonso Sapiaín           | Deportes Vallenar        | 5     |
| Hugo Labrín              | Deportivo Pilmahue       | 5     |
| Sebastián Lisboa         | Ferroviarios             | 5     |
| Eduardo Palma            | Gol y Gol                | 5     |
| Michel Morales           | Imperial Unido           | 5     |
| Darwin Manríquez         | Lota Schwager            | 5     |
| Zoel Barraza             | Monte Patria             | 5     |
| Matías Sepúlveda         | Mulchén Unido            | 5     |
| Carlos Farfán            | Municipal María Pinto    | 5     |
| Eduardo Carvajal         | Municipal Ovalle         | 5     |
| Ignacio Aranda           | Municipal Ovalle         | 5     |
| Jonathan Valdebenito     | Naval                    | 5     |
| Damián Soto              | Provincial Talagante     | 5     |
| Marco Almonacid          | Provincial Talagante     | 5     |
| Matías Salvo             | República Independiente  | 5     |
| Enzo Márquez             | República Independiente  | 5     |
| Benjamín Alarcón         | República Independiente  | 5     |
| Abdullah Al-Hamidi       | Aguará                   | 4     |
| Nicolás Saldías          | Aguará                   | 4     |
| Ricardo Guerrero         | Atlético Oriente         | 4     |
| Bryan Bastías            | Coliseo                  | 4     |
| Cristopher Ureta         | Coliseo                  | 4     |
| Vicente Peña             | Coliseo                  | 4     |
| David Medina             | Constitución Unido       | 4     |
| Gerald Martínez          | Cultural Maipú           | 4     |
| Axel Pérez               | Curacaví FC              | 4     |
| Bastián Vergara          | Deportes Rancagua        | 4     |
| Joaquín Pinto            | Deportes Rancagua        | 4     |
| Sebastián Cubillos       | Deportes Vallenar        | 4     |
| Víctor Orellana          | Deportivo La Granja      | 4     |
| Luis Castillo            | Deportivo Meza           | 4     |
| Matías Cristi            | Deportivo Pilmahue       | 4     |
| Patricio Echaníz         | Deportivo Pumanque       | 4     |
| Benjamín Manquilef       | Imperial Unido           | 4     |
| Lautaro Bórquez          | Imperial Unido           | 4     |
| Matías Farías            | Lota Schwager            | 4     |
| Francisco Suazo          | Malleco Unido            | 4     |
| Tomás Cuevas             | Municipal María Pinto    | 4     |
| Claudio Olate            | Nacimiento               | 4     |
| Fabián Díaz              | Nacimiento               | 4     |
| Enyer Castro             | República Independiente  | 4     |
| Bastián Alarcón          | San Bernardo Unido       | 4     |
| Fabián Hormazábal        | San Bernardo Unido       | 4     |
| Jerson Cáceres           | San Bernardo Unido       | 4     |
| Bastián Marambio         | Simón Bolívar            | 4     |
| Bairon Castro            | Tricolor Municipal       | 4     |
| Cristopher Parraguez     | Tricolor Municipal       | 4     |